# زیردریایی یو-۳۰۱
زیردریایی یو-۳۰۱ (به انگلیسی: German submarine U-301) یک زیردریایی بود که طول آن ۶۷٫۱ متر (۲۲۰ فوت ۲ اینچ) بود. این زیردریایی در سال ۱۹۴۲ ساخته شد.